# Nii Quaynor
Nii Narku Quaynor es un científico e ingeniero que ha tenido un papel importante en la introducción y desarrollo de Internet en África.

## Biografía
Quaynor obtuvo una licenciatura en la ciencia de la ingeniería de Dartmouth College en 1972 y una licenciatura en la ingeniería de la Escuela Thayer de Ingeniería allí en 1973. Después, estudió la informática, consiguiendo un maestro de la Universidad de Stony Brook en 1974 y un doctorado de la misma institución en 1977. Asistió al prestigioso Adisadel College en Ghana.
Fue uno de los miembros fundadores del Departamento de Informática en la Universidad de Cape Coast en Ghana, y sigue teniendo un profesorado allí. También es miembro del Consejo de la Universidad de Ghana.
En 2000, se hizo director de ICANN para la región africana.

## Trabajo con telecomunicaciones y el Internet
Cuando volvió a los Estados Unidos a los principios de los años 1990, ayudó a establecer las primeras conexiones al Internet de África y ayudó a establecer varias organizaciones claves, incluyendo el Grupo de Operadores de Redes de África (AfNOG). Introdujo Redes de Valor Añadido en la región tras la introducción de las redes SWIFT, Internet y Comercio, y fue el presidente fundante de AfriNIC, el registro de números africano.
Quaynor es Presidente de la compañía ghanesa Network Computer Systems, un miembro del Grupo Consultivo del Secretario General de las Naciones Unidas sobre la ICT, un socio del Comité ITU Telecom, Presidente del Grupo de Trabajo OAU del Internet, Presidente de la Sociedad Internet de Ghana y un socio del Worldbank Infodev TAP
En diciembre de 2007, Quaynor ganó el Premio Postel del IETF.